# Psary Śląskie
Psary Śląskie – nieczynna stacja kolejowa w Psarach, w województwie śląskim, w powiecie lublinieckim, gminie Woźniki, w Polsce.